# Championnats d'Afrique juniors d'athlétisme 2007
Navigation
Édition précédente Édition suivante
Les 8es Championnats d'Afrique juniors d'athlétisme se sont déroulés du 9 au 12 août 2007 à Ouagadougou au Burkina Faso.

## Résultats

### Hommes
| Épreuve | Or                             | Or                | Argent                              | Argent           | Bronze                           | Bronze            |
| --- | ------------------------------ | ----------------- | ----------------------------------- | ---------------- | -------------------------------- | ----------------- |
| 100 m (Vent: -0,3 m/s) | Gabriel Mvumvure Zimbabwe      | 10 s 51           | Idriss Khalid Zougari Maroc         | 10 s 71 =PB      | Kagisho Kumbane Afrique du Sud   | 10 s 75           |
| 200 m (Vent: -0,2 m/s) | Gabriel Mvumvure Zimbabwe      | 21 s 03           | Idriss Khalid Zougari Maroc         | 21 s 25          | Kagisho Kumbane Afrique du Sud   | 21 s 50           |
| 400 m | Julius Kirwa Kenya             | 46 s 56           | Silvester Kirwa Meli Kenya          | 47 s 41 SB       | Pako Seribe Botswana             | 47 s 44 PB        |
| 800 m | David Rudisha Kenya            | 1 min 46 s 41     | Leonard Kiplagat Kenya              | 1 min 47 s 95    | Nadim Mansour Algérie            | 1 min 48 s 20     |
| 1 500 m | Cornelius Ndiwa Kenya          | 3 min 46 s 47     | Dawit Wolde Éthiopie                | 3 min 46 s 71    | Dumisani Hlaselo Afrique du Sud  | 3 min 49 s 25     |
| 5 000 m | Mathew Kipkoech Kisorio Kenya  | 14 min 13 s 25    | Dejen Gebremeskel Éthiopie          | 14 min 14 s 96   | Dino Sefir Éthiopie              | 14 min 15 s 53 PB |
| 10 000 m | Mathew Kipkoech Kisorio Kenya  | 29 min 34 s 96 SB | Humegaw Mesfin Éthiopie             | 30 min 02 s 17   | Imane Merga Éthiopie             | 30 min 12 s 03 SB |
| 110 m haies (99,0 cm) (Vent: ) | Louw Smit Afrique du Sud       | 13 s 98 SB        | Abdelrahman Idris El-Rahman Égypte  | 14 s 23          | Moussa Dembele Sénégal           | 14 s 36 PB        |
| 400 m haies | John Wambua Kenya              | 52 s 02 SB        | Mehamine Gounieber Algérie          | 52 s 20 PB       | Teklu Tanarat Éthiopie           | 52 s 63 PB        |
| 3000 m steeple | Abel Mutai Kenya               | 8 min 29 s 76 PB  | Yacob Jarso Éthiopie                | 8 min 29 s 99 SB | Patrick Kipyegon Terer Kenya     | 8 min 34 s 59 SB  |
| 4 × 100 m | Afrique du Sud                 | 40 s 61           | Ghana                               | 41 s 39          | Burkina Faso                     | 41 s 39 NJR       |
| 4 × 400 m | Kenya                          | 3 min 09 s 90     | Ghana                               | 3 min 13 s 89    | Afrique du Sud                   | 3 min 15 s 38     |
| 10 000 m marche | Maher Ben Halima Tunisie       | 53 min 09 s 98    | Amine Djerarfaoui Algérie           | 53 min 10 s 67   | Degu Sore Éthiopie               | 55 min 13 s 67    |
| Saut en hauteur | Karim Samir Lotfy Égypte       | 2,17 m NR NJR     | Hubert De Beer Afrique du Sud       | 2,15 m SB        | Sean Stone Afrique du Sud        | 2,01 m            |
| Saut à la perche | Karim El Mafhoum Maroc         | 4,60 m            | Larbi Bouraada Algérie              | 4,60 m PB        | Mouhssine Cherkaoui Maroc        | 4,40 m            |
| Saut en longueur | Keenan Watson Afrique du Sud   | w 7,79 m          | Ethan Alexander Afrique du Sud      | 7,52 m           | Mohamed Yassine Chaieb Tunisie   | 7,44 m            |
| Triple saut | Seif Islam Temacini Algérie    | 15,58 m           | Edwin Kemei Kenya                   | 14,88 m PB       | Mohamed Trabelsi Tunisie         | 14,83 m PB        |
| Lancer du poids (6 kg) | Jan Hoffmann Afrique du Sud    | 19,03 m SB        | Orazio Cremona Afrique du Sud       | 17,66 m SB       | Moussa Diarra Mali               | 16,69 m PB        |
| Lancer du disque (1,750 kg) | Victor Hogan Afrique du Sud    | 56,35 m SB        | Jan Hoffmann Afrique du Sud         | 54,57 m PB       | Becave Coulibaly Mali            | 42,42 m           |
| Lancer du marteau (6 kg) | Moustafa Mohamed Hisham Égypte | 66,36 m PB        | Alaa El-Din Mohamed El-Ashry Égypte | 63,51 m SB       | Clinton Williams Afrique du Sud  | 61,51 m           |
| Lancer du javelot | Mohamed Ali Kebabou Tunisie    | 71,47 m           | Ferney Kitvsoff Afrique du Sud      | 69,22 m          | Ihab Al Sayed Abdelrahman Égypte | 65,63 m           |
| Décathlon (junior) | Mehdi Mouaci Algérie           | 6604 pts          | Nicolas Castor Maurice              | 6346 pts         | Richard Adou Côte d'Ivoire       | 4859 pts          |
| Records et Performances - AR : Record continental (area record) - CR : Record des championnats (championship record) - MR : Record du meeting (meet record) - NR : Record national (national record) - OR : Record olympique (olympic record) - PR : Record paralympique (paralympic record) - PB : Record personnel (personal best) - SB : Meilleure performance personnelle de la saison (season's best) - WL : Meilleure performance mondiale de l'année (world leader) - WJR : Record du monde junior (world junior record) - WR : Record du monde (world record) Circonstances et Conditions - DNF : N'a pas terminé (did not finish) - DNS : N'a pas pris le départ (did not start) - DQ : Disqualification (disqualification) - NM : Aucun essai valable enregistré (No Mark) - Q : Qualifié « directement » au prochain tour (ou à la prochaine compétition), lors d'une compétition majeure, grâce au classement ou à la réalisation des minima (automatic qualifier) - q : Qualifié au prochain tour (ou à la prochaine compétition), lors d'une compétition majeure, grâce au repêchage ou à la réalisation de l'une des meilleures performances parmi celles des « non qualifiés directement » (grâce au meilleur temps ou à la meilleure distance par exemple) (secondary qualifier) |                                |                   |                                     |                  |                                  |                   |

### Femmes
| Épreuve | Or                                 | Or                | Argent                           | Argent            | Bronze                           | Bronze            |
| --- | ---------------------------------- | ----------------- | -------------------------------- | ----------------- | -------------------------------- | ----------------- |
| 100 m (Vent: -1,0 m/s) | Nombulelo Mkenku Afrique du Sud    | 11 s 65           | Sergine Kouanga Cameroun         | 11 s 88 SB        | Fadma Adjili Maroc               | 12 s 10 PB        |
| 200 m (Vent: +0,3 m/s) | Nombulelo Mkenku Afrique du Sud    | 23 s 96           | Sergine Kouanga Cameroun         | 24 s 42 PB        | Souliatou Saka Bénin             | 24 s 78 PB        |
| 400 m | Pamela Jelimo Kenya                | 54 s 93 SB        | Souliatou Saka Bénin             | 56 s 20 PB        | Vivian Mills Ghana               | 57 s 04 SB        |
| 800 m | Lydia Wafula Kenya                 | 2 min 06 s 05 SB  | Halima Hachlaf Maroc             | 2 min 06 s 13     | Amina Bakhit Soudan              | 2 min 06 s 38 SB  |
| 1 500 m | Emebet Etea Bedada Éthiopie        | 4 min 17 s 39     | Mercy Kosgei Kenya               | 4 min 20 s 41     | Halima Hachlaf Maroc             | 4 min 20 s 91     |
| 3 000 m | Emebet Etea Bedada Éthiopie        | 9 min 07 s 53     | Bizunesh Urgesa Éthiopie         | 9 min 12 s 10     | Jacklin Chebi Kenya              | 9 min 20 s 59 PB  |
| 5 000 m | Mary Wacera Kenya                  | 15 min 50 s 55 SB | Makida Haroun Éthiopie           | 15 min 52 s 17 PB | Pauline Korikwiang Kenya         | 15 min 59 s 61 SB |
| 100 m haies (Vent: -1,5 m/s) | Félicité Traore Burkina Faso       | 14 s 26 PB        | Salma Emam Abou El-Hassan Égypte | 14 s 41           | Claudia Winson Afrique du Sud    | 14 s 48 PB        |
| 400 m haies | Faiza Omar Jouma Soudan            | 58 s 59 SB        | Hayat Lambarki Maroc             | 59 s 10 SB        | Gnouwere Coulibaly Burkina Faso  | 62 s 70 PB        |
| 3000 m steeple | Mueni Mutua Kenya                  | 10 min 02 s 46    | Beatrice Kiprop Kenya            | 10 min 10 s 06 PB | Trihas Gebre Éthiopie            | 10 min 17 s 30 SB |
| 4 × 100 m | Afrique du Sud                     | 46 s 60           | Burkina Faso                     | 48 s 10 NJR       | Ghana                            | 48 s 37           |
| 4 × 400 m | Kenya                              | 3 min 49 s 52     | Ghana                            | 3 min 53 s 54     | Burkina Faso                     | 3 min 55 s 38     |
| 10 000 m marche | Bekashign Aynalem Éthiopie         | 52 min 53 s 79    | Tegist Bedilu Éthiopie           | 54 min 17 s 69    | Afef El Trabelsi Tunisie         | 55 min 10 s 63    |
| Saut en hauteur | Marcoleen Pretorius Afrique du Sud | 1,75 m            | Meryem Ouahbi Maroc              | 1,61 m            | Salamatou Moussa Ghana           | 1,55 m            |
| Saut en longueur | Yamina Hajjaji Maroc               | 5,97 m SB         | Christy Coetzee Afrique du Sud   | 5,94 m SB         | Inas Mohamed Gherib Égypte       | 5,89 m            |
| Triple saut | Yamina Hajjaji Maroc               | 12,33 m PB        | Inas Mohamed Gherib Égypte       | 12,32 m           | Worokia Sanou Burkina Faso       | 12,24 m SB        |
| Lancer du poids | Walaa Atteya Égypte                | 12,95 m           | Nakani Coulibaly Mali            | 12,95 m           | Liliane Kragbe Côte d'Ivoire     | 9,30 m            |
| Lancer du disque | Mariam Traore Mali                 | 36,50 m PB        | Ebtehal Aboud Libye              | 36,22 m           | Rose Nacoulma Burkina Faso       | 25,19 m           |
| Lancer du marteau | Noura Zakaria Égypte               | 42,84 m PB        | Ebtehal Aboud Libye              | 16,90 m           | Sonia Halliche Algérie           | 13,03 m           |
| Lancer du javelot | Gerlize De Klerk Afrique du Sud    | 49,18 m           | Abaynesh Sisay Éthiopie          | 41,04 m           | Rose Nacoulma Burkina Faso       | 39,37 m           |
| Heptathlon | Katia Amokrane Algérie             | 4316 pts          | Korotimi Traore Burkina Faso     | 3601 pts          | Emmanuelle Bagabila Burkina Faso | 3456 pts          |
| Records et Performances - AR : Record continental (area record) - CR : Record des championnats (championship record) - MR : Record du meeting (meet record) - NR : Record national (national record) - OR : Record olympique (olympic record) - PR : Record paralympique (paralympic record) - PB : Record personnel (personal best) - SB : Meilleure performance personnelle de la saison (season's best) - WL : Meilleure performance mondiale de l'année (world leader) - WJR : Record du monde junior (world junior record) - WR : Record du monde (world record) Circonstances et Conditions - DNF : N'a pas terminé (did not finish) - DNS : N'a pas pris le départ (did not start) - DQ : Disqualification (disqualification) - NM : Aucun essai valable enregistré (No Mark) - Q : Qualifié « directement » au prochain tour (ou à la prochaine compétition), lors d'une compétition majeure, grâce au classement ou à la réalisation des minima (automatic qualifier) - q : Qualifié au prochain tour (ou à la prochaine compétition), lors d'une compétition majeure, grâce au repêchage ou à la réalisation de l'une des meilleures performances parmi celles des « non qualifiés directement » (grâce au meilleur temps ou à la meilleure distance par exemple) (secondary qualifier) |                                    |                   |                                  |                   |                                  |                   |